# Erik Nordlander
Erik Nordlander, född i Jämtland, var en svensk målare.
Nordlander var mästare vid Stockholms målarämbete 1778–1810. Innan han flyttade till Stockholm målade han 1768 altartavlan i Näs kyrka och i Sundsvalls kyrka 1778. Han största betydelse har dock hans verksamhet som lärare för ett flertal norrlänningar som fick sin utbildning av Nordlander för att sedan återvända och vara verksamma i sina hemtrakter.  